# Mahershala Ali
Pour les articles homonymes, voir Ali.
Mahershalalhashbaz Gilmore, dit Mahershala Ali, est un acteur américain, né le 16 février 1974 à Oakland (Californie).
Remarqué pour des rôles dans les séries télévisées Les 4400 et House of Cards, il remporte deux fois l'Oscar du meilleur acteur dans un second rôle : en 2017 pour Moonlight puis en 2019 pour Green Book : Sur les routes du Sud.

## Biographie

### Jeunesse et formation
Mahershalalhashbaz Gilmore est né à Oakland en Californie d'une mère pasteur et d'un père acteur. Il se destine d'abord à une carrière sportive notamment en intégrant l'équipe de basket-ball de l'université de Saint Mary's en Californie en NCAA. Ses rapports conflictuels avec l'entraîneur Ernie Kent le détournent de ce sport. Il se découvre alors une passion pour le théâtre et décide de poursuivre dans cette voie en devenant acteur.

### Débuts télévisuels et progression (2001-2012)

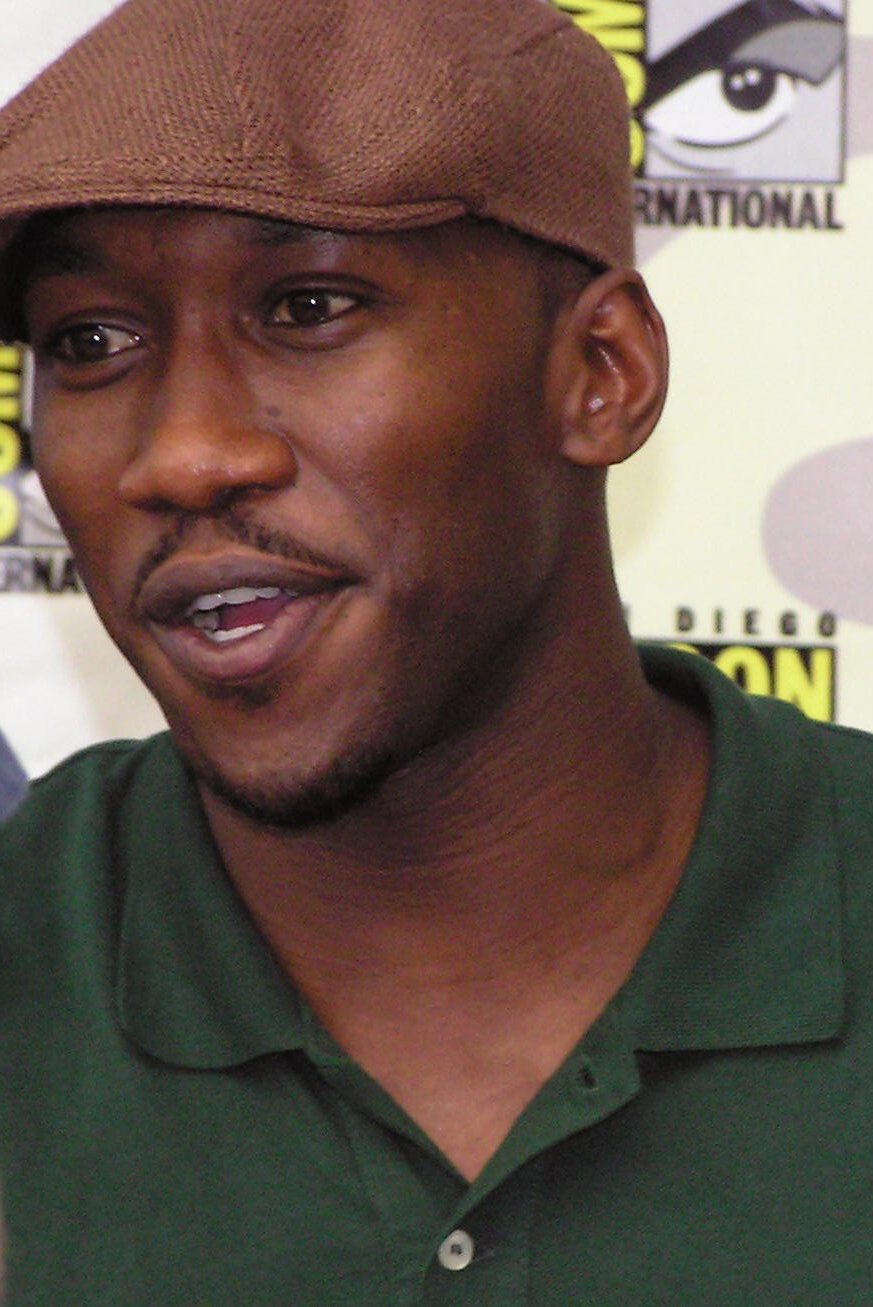
L'acteur au Comic-Con de San Diego 2007, pour la promotion de Les 4400.

Entre 2001 et 2002, il tient un rôle récurrent dans la série policière Preuve à l'appui et apparaît dans d'autres séries du même genre comme New York Police Blues (2002) et Les Experts (2003).
En 2003, il décroche un rôle principal, dans la série d'investigation Agence Matrix. Mais le programme ne dépasse pas 15 épisodes. Il rebondit cependant rapidement avec la mini-série fantastique Les 4400, où il forme un couple emblématique avec Laura Allen. Le succès de la fiction conduit la chaîne à commander plusieurs saisons complémentaires.
En 2007, la série s'arrête mais l'acteur fait partie de la distribution d'un film très attendu de l'année 2008 : la grosse production L'Étrange Histoire de Benjamin Button, portée par Brad Pitt et réalisée par David Fincher. C'est à la télévision qu'il décroche cependant un premier rôle, celui du téléfilm dramatique 20 ans d'injustice, au côté de Julia Ormond, diffusé en 2009.
En 2010, il fait partie du casting choral du blockbuster de science-fiction Predators, réalisé par Nimród Antal et produit par Robert Rodriguez. Il décroche aussi un rôle dans le thriller psychologique The Place Beyond the Pines, mis en scène par Derek Cianfrance.
Il tourne parallèlement un pilote de série télévisée centrée sur le milieu de la boxe, intitulée Lights Out, sous la direction de Clark Johnson. Mais le projet est retourné[pas clair]. L'année suivante, il apparaît donc dans un épisode d'une nouvelle mais éphémère série produite par J.J. Abrams, Alcatraz. Il connaît surtout une belle exposition en tenant un rôle récurrent dans la série dramatique Treme. Il joue aussi dans une douzaine d'épisodes de la plus confidentielle série de science-fiction Alphas, diffusée entre 2011 et 2012.

### Révélation critique et confirmation (depuis 2013)
En 2013, il est enfin remarqué par un public plus large en figurant au casting de la très médiatisée série politique House of Cards, portée par le tandem de stars hollywoodiennes Kevin Spacey et Robin Wright. Il joue son personnage durant les quatre premières saisons, diffusées jusqu'en 2016.
Cette visibilité lui permet d'enchaîner des rôles plus exposés sur grand écran : les blockbusters Hunger Games : La Révolte, partie 1 et Hunger Games : La Révolte, partie 2, réalisés par Francis Lawrence. Il défend aussi le troisième rôle[pas clair] du drame historique Free State of Jones, mené par Matthew McConaughey et écrit et réalisé par Gary Ross.
Il joue aussi dans d'autres fictions au discours fort : le drame indépendant Les Figures de l'ombre (2016), réalisé par Theodore Melfi, puis le drame musical Roxanne Roxanne (2017), de Michael Larnell. Côté télévision, il interprète l'antagoniste de la première saison de la série Luke Cage (2016), dont la distribution est majoritairement afro-américaine. Son personnage est celui de Cornell "Cottonmouth" Stokes.
Surtout, il incarne un dealer au grand cœur dans l'acclamé et multi-récompensé drame indépendant Moonlight, écrit et réalisé par Barry Jenkins. L'acteur remporte alors l'Oscar du meilleur acteur dans un second rôle pour cette interprétation. Il est ainsi le premier acteur musulman à être récompensé aux Oscars.
Il confirme l'année suivante en partageant l'affiche du drame indépendant Green Book : Sur les routes du sud, réalisé par Peter Farrelly, où il prête ses traits au compositeur américain d'origine jamaïcaine Don Shirley. Ce rôle lui vaut un second Oscar du meilleur acteur dans un second rôle. Il est aussi la tête d'affiche de la troisième saison de la série anthologique True Detective.
Début 2019, il fait partie de la distribution principale du blockbuster de science-fiction Alita: Battle Angel, réalisé par Robert Rodriguez.
Lors du Comic-con de San Diego, Marvel Studios annonce un reboot de Blade avec Mahershala Ali dans le rôle-titre. Kevin Feige, président de Marvel Studios, révélera par la suite que c'est Ali qui a pris contact avec le producteur pour obtenir le rôle, et ce, malgré sa participation à Luke Cage qui est censé se dérouler dans le même univers. En 2023, il est révélé que les nombreux problèmes de production du reboot, notamment les réécritures du script qui auraient mené à une version où Blade serait un personnage de second plan, ont amené Ali à menacer Marvel Studios de quitter le projet, qui est finalement maintenu pour 2025.

## Vie privée
En 2013, il se marie avec sa compagne de longue date, Amatus Sami-Karim. Le 24 février 2017, sa femme accouche d'une petite fille nommée Bari Najma Ali.

## Filmographie

### Cinéma
- 2003 : Making Revolution de Daniel Klein : Mac Laslow (crédité sous le nom de Mahershala Karin-Ali)
- 2008 : Umi's Heart (court-métrage) de Joslyn Rose Lyons : Ezra
- 2009 : L'Étrange Histoire de Benjamin Button (The Curious Case of Benjamin Button) de David Fincher : Tizzy Weathers
- 2009 : Droit de passage (Crossing Over) de Wayne Kramer : l'inspecteur Strickland
- 2010 : Predators de Nimród Antal : Mombasa
- 2012 : The Place Beyond the Pines de Derek Cianfrance : Kofi Kancam
- 2013 : Go for Sisters de John Sayles : Dez
- 2014 : Supremacy de Deon Taylor : député Rivers
- 2014 : Hunger Games : La Révolte, partie 1 (The Hunger Games: Mockingjay - Part 1) de Francis Lawrence : Boggs
- 2015 : Hunger Games : La Révolte, partie 2 (The Hunger Games: Mockingjay - Part 2) de Francis Lawrence : Boggs
- 2016 : Kicks (en) de Justin Tipping : Marlon
- 2016 : Gubagude Ko (court-métrage) de Philiane Phang : Ochoro
- 2016 : Free State of Jones de Gary Ross : Moses Washington
- 2016 : The Realest Real (court-métrage) de Carrie Brownstein : The Minister
- 2016 : Moonlight de Barry Jenkins : Juan
- 2016 : Les Figures de l'ombre (Hidden Figures) de Theodore Melfi : Jim Johnson
- 2017 : Roxanne Roxanne de Michael Larnell : Cross
- 2018 : Green Book : Sur les routes du Sud (Green Book) de Peter Farrelly : Don Shirley
- 2018 : Spider-Man: New Generation (Spider-Man: Into the Spider-Verse) de Bob Persichetti, Peter Ramsey et Rodney Rothman : Aaron Davis / le Rôdeur (voix)
- 2019 : Alita: Battle Angel de Robert Rodriguez : Vector
- 2021 : Les Éternels (Eternals) de Chloé Zhao : Eric Brooks / Blade (caméo vocal - non crédité)
- 2021 : Swan Song de Benjamin Cleary : Cameron (également producteur)
- 2023 : Spider-Man: Across the Spider-Verse de Joaquim Dos Santos, Kemp Powers et Justin K. Thompson : Aaron Davis sur la Terre-42 (voix)
- 2023 : Le Monde après nous (Leave the World Behind) de Sam Esmail : G. H.
- 2025 : Jurassic World : Renaissance (Jurassic World Rebirth) de Gareth Edwards : Duncan Kincaid

En préproduction
- Blade : Eric Brooks / Blade[6]

### Télévision

#### Téléfilms
- 2010 : 20 ans d'injustice (The Wronged Man) de Tom McLoughlin : Calvin Willis

#### Séries télévisées
- 2001-2002 : Preuve à l'appui (Crossing Jordan) : Dr Trey Sanders (rôle principal, saison 1)
- 2002 : Haunted : Alex Dalcour (saison 1, épisode 4)
- 2002 : New York Police Blues (NYPD Blue) : Rashard Coleman (saison 10, épisode 7)
- 2003 : Les Experts (CSI: Crime Scene Investigation) : l'agent de sécurité (saison 3, épisode 16)
- 2003 : FBI : Opérations secrètes (The Handler) : un homme (saison 1, épisode 9)
- 2003-2004 : Agence Matrix (Threat Matrix) : Jelani Harper (rôle principal)
- 2004-2007 : Les 4400 (The 4400) : Richard Tyler (rôle principal, saisons 1 à 3 - invité, saison 4)
- 2009 : Lie to Me : détective Don Hughes (saison 1, épisode 6)
- 2009 : New York, unité spéciale (Law & Order: Special Victims Unit) : Mark Foster (saison 11, épisode 1)
- 2010 : All Signs of Death : Gabe (pilote non diffusé)
- 2011 : Lights Out : Death Row Reynolds (pilote non diffusé)
- 2011-2012 : Treme : Anthony King (rôle récurrent, saisons 2 et 3)
- 2011-2012 : Alphas : Nathan Cley (rôle récurrent)
- 2012 : Alcatraz : Clarence Montgomery (saison 1, épisode 10)
- 2013-2016 : House of Cards : Remy Danton (rôle principal, saisons 1 à 4)
- 2016 : Luke Cage : Cornell Stokes / Cottonmouth (rôle principal, saison 1)
- 2017 : Comrade Detective : Coach (voix - saison 1, épisode 4)
- 2018 : Room 104 : Franco (saison 2, épisode 11)
- 2019 : True Detective : Wayne Hays (rôle principal, saison 3)
- 2020 : Race for the White House : le narrateur (voix - saison 2)
- 2020 : Ramy : Sheikh Ali Malik (rôle récurrent, saison 2)
- 2021 : Invincible : Titan (voix)

## Distinctions

### Récompenses
- Boston Online Film Critics Association Awards 2016 : Meilleur acteur dans un second rôle pour Moonlight
- New York Film Critics Circle Awards 2016 : Meilleur acteur dans un second rôle pour Moonlight
- Oscars 2017  : Meilleur acteur dans un second rôle pour Moonlight
- Golden Globes 2019 : Meilleur acteur dans un second rôle pour Green Book : Sur les routes du sud
- Critics' Choice Movie Awards 2019 : Meilleur acteur dans un second rôle pour Green Book : Sur les routes du sud
- BAFTA Awards 2019 : Meilleur acteur dans un second rôle pour Green Book : Sur les routes du sud
- Oscars 2019  : Meilleur acteur dans un second rôle pour Green Book : Sur les routes du sud

### Nominations
- Golden Globes 2022 : Meilleur acteur dans un film dramatique pour Swan Song

## Voix francophones
En France, Daniel Njo Lobé et Gilles Morvan sont les voix régulières en alternance de Mahershala Ali.
Au Québec, il est principalement doublé par Daniel Picard.
En France
| - Daniel Njo Lobé dans : - Droit de passage - Predators - Alcatraz (série télévisée) - Hunger Games : La Révolte, partie 1 - Hunger Games : La Révolte, partie 2 - Free State of Jones - Green Book : Sur les routes du Sud - True Detective (série télévisée) - Le Droit d'être américain : Histoire d'un combat (documentaire) - Swan Song - Le Monde après nous - Gilles Morvan dans : - Agence Matrix (série télévisée) - Les 4400 (série télévisée) - New York, unité spéciale (série télévisée) - 20 ans d'injustice (téléfilm) - Alphas (série télévisée) - Luke Cage (série télévisée) - Ramy (série télévisée) - Invincible (voix) - Les Éternels (voix) | - Namakan Koné dans : - Kicks (en) - Les Figures de l'ombre - Room 104 (série télévisée) - Jurassic World : Renaissance - Frantz Confiac dans : - Spider-Man: New Generation (voix) - Spider-Man : Across the Spider-Verse (voix) Et aussi - Jean-Paul Pitolin dans Preuve à l'appui (série télévisée) - Lucien Jean-Baptiste dans L'Étrange Histoire de Benjamin Button - Raphaël Cohen dans House of Cards (série télévisée) - Erwin Grünspan (Belgique)(*1973 - 2021) dans Moonlight - Eilias Changuel dans Alita: Battle Angel |

Au Québec
| - Daniel Picard dans : - Hunger Games : La Révolte, partie 1 - Hunger Games: La Révolte - Dernière partie - Moonlight : L'histoire d'une vie - Le livre de Green - Alita : L'ange conquérant - Marc-André Bélanger dans : - Les Prédateurs - Les Figures de l'ombre - Spider-Man : Dans le spider-verse (voix) | Et aussi - Pierre Chagnon dans House of Cards (série télévisée) - Widemir Normil dans L'État libre de Jones |